# Troy (Illinois)
Troy è un comune degli Stati Uniti d'America, situato nello Stato dell'Illinois, nella contea di Madison.